# Нгата, Халоти
Халоти Нгата (англ. Haloti Ngata) (род. 21 января 1984 года) — американский футболист, выступавший за команду НФЛ «Балтимор Рэйвенс», Иглз и Лайонс на позиции защитного энда. Играл за команду Орегонского университета. Был выбран командой «Балтимор Рэйвенс» в первом раунде драфта 2006 года под общим 12 номером. Четырежды избирался в команду Про Боула.